# Jevhen Morozenko
Jevhen Serhijovyč Morozenko převážně psaný jako Eugen Morozenko (ukrajinsky Євген Сергійович Морозенко, * 16. prosinec 1991 Kyjev) je ukrajinský fotbalový záložník, který v současné době hostuje v klubu FK Hoverla Užhorod z FK Dynamo Kyjev.

## Klubová kariéra
Svoji kariéru začal tento mladý záložník v FK Vidradnyj Kyjev, odkud v roce 2007 přestoupil do FK Dynamo Kyjev. Zde v průběhu sezony 2007/08 trenéry zaujal a začal se připravovat se A-týmem. Nastoupil ale pouze za B-tým.
V létě 2012 odešel hostovat do Slovanu Liberec. Nastoupil v utkání předkola play-off (resp. 4. předkolo) Evropské ligy 2012/13 proti ukrajinskému týmu Dněpr Dněpropetrovsk. 23. srpna 2012 remizoval Liberec doma 2:2, v odvetě 30. srpna na Ukrajině prohrál 2:4 a do skupinové fáze Evropské ligy se nekvalifikoval. Morozenko zasáhl jako střídající hráč do prvního střetnutí v Liberci.
Po půl roce se po skončení hostování vrátil zpět do Kyjeva.